# MARIKO KOUDA INSTRUMENTAL TRACKS 2
『MARIKO KOUDA INSTRUMENTAL TRACKS 2』は、國府田マリ子のオリジナル楽曲のサウンドトラック。1999年5月21日、KONAMIより発売。

## 解説
- 國府田マリ子のオリジナル楽曲の中でも代表的な楽曲がインストゥルメンタルとして収録されている。

## 収録曲
1. Looking For
2. 雨のちスペシャル
3. コバルト
4. 大切に思えるものが一緒ならいいよね
5. 待っていました
6. みみかきをしていると
7. 風がとまらない
8. 笑顔で愛してる
9. みらくるふれんど
10. 元気だしてね